# Josep Miret i Llopart
|  | Aquest article tracta sobre l'escultor. Si cerqueu el polític comunista, vegeu «Josep Miret i Musté». |

Josep Miret i Llopart (Barcelona, 1900 - ibídem, 1978) fou un escultor català.

## Biografia
Josep Miret s'especialitzà en treballs en pedra i marbre realitzats en obres d'arquitectura, així com en obres de grans dimensions, generalment realitzades a partir d'esbossos d'altres escultors.
Entre les seves obres, la majoria a Barcelona, es troba el Sant Joan Baptista situat en una fornícula del carrer Assaonadors amb la Placeta d'en Marcús, obra d'artista desconegut original de 1628 i destruïda el 1936, que fou reconstruïda per Miret el 1958.
El 1961 reconstruí la colossal estàtua (8 m) del Sagrat Cor de Jesús que corona el Temple Expiatori del Sagrat Cor, en el Tibidabo, original de Frederic Marès de 1935, que havia estat fosa durant la Guerra Civil per a forjar material bèl·lic. En aquest mateix temple realitzà un Viacrucis d'alabastre policromat situat en la cripta, i també les escultures dels Dotze Apòstols a l'interior.
L'any següent realitzà una estàtua de Sant Sever situada en la font de la plaça de Sant Felip Neri, dissenyada per l'arquitecte Joaquim de Ros de Ramis. Aquesta figura fou robada l'any següent i substituïda per una estatueta del mateix autor coneguda com L'estudiant, igualment sostreta a la fi dels anys 1970.
El 1965 va restaurar diversos elements del Monument a Colom: al·legories de Catalunya (original de Pere Carbonell), Aragó (Josep Carcassó), León (Rafael Atché) i Castella (Josep Gamot); figures de Luis de Santángel (Josep Gamot), Bernat Boïl (Manuel Fuxà), Jaume Ferrer de Blanes (Francesc Pagès) i Pere de Margarit (Eduard B. Alentorn).
L'any següent elaborà la figura de Fra Pedro Ponce de León, situada en el passeig de Sant Joan, dedicada a la memòria d'aquest pedagog dedicat a l'ensenyament de sordmuts.

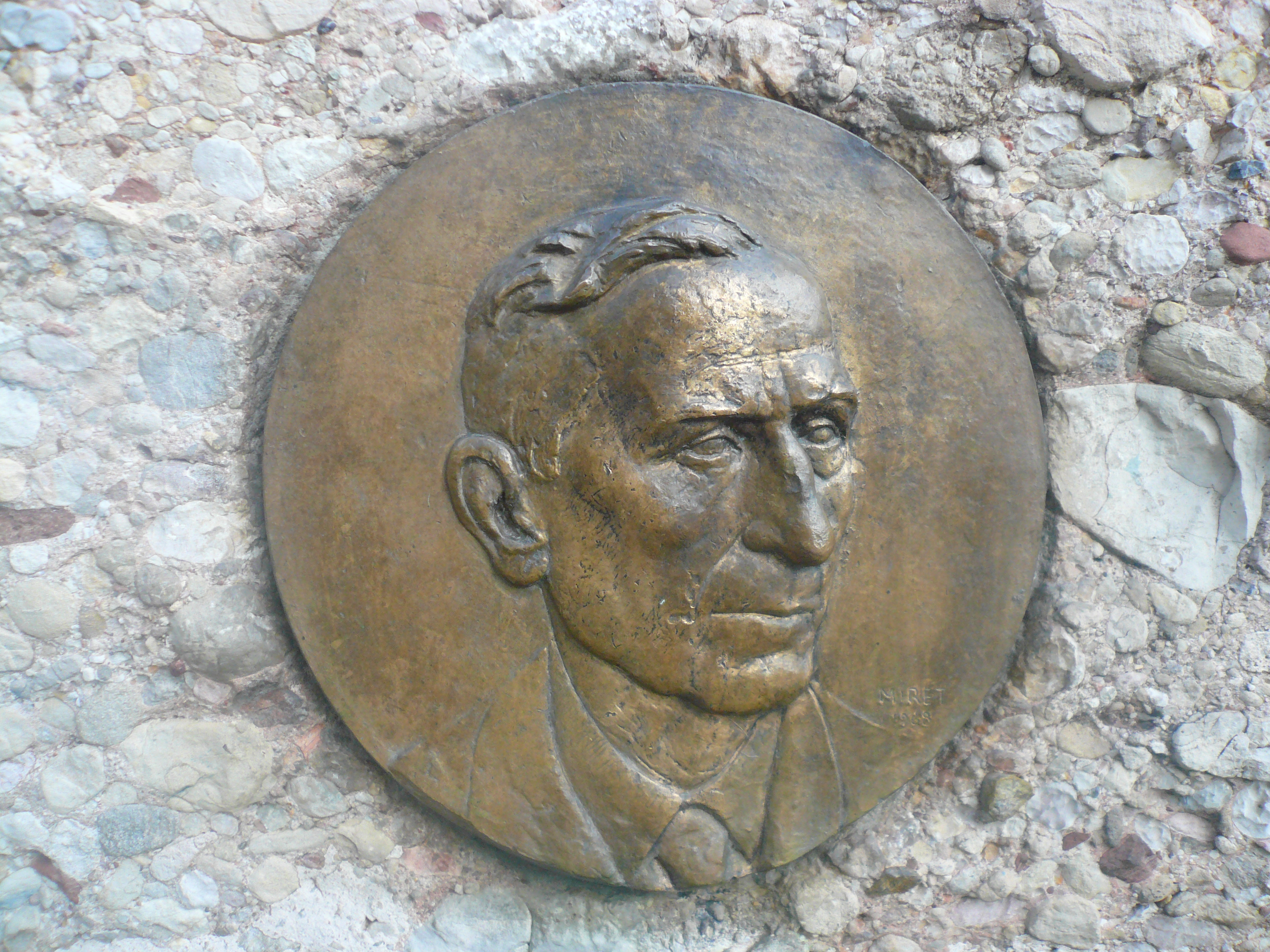

El 1968, confeccionà un centenar de medallons que foren entregats a diferents entitats per a homenatjar el centenari del naixement de Pompeu Fabra. N'és un exemple el medalló situat en un monòlit a la plaça de Lesseps.
El 1970 realitzà diverses figures per a decorar l'exterior del Palauet Albéniz, en els jardins de Joan Maragall (Montjuïc): Diana, còpia de l'obra Artemisa de Gabias realitzada per l'escultor grec Praxíteles conservada en el Museu del Louvre; Venus de Fréjus, còpia de l'obra homònima del segle IV aC present igualment en el Louvre; Companyia de Diana, inspirada en una Diana caçadora de l'escultor francès René Frémin; Venus, còpia d'una Venus sortint de l'aigua del segle IV aC que es pot contemplar també en el Louvre; Diana pentinant-se, còpia d'una mènada hel·lenística del segle iii aC conservada en el Staatliches Museum de Berlín; Antonino Pío, un bust de l'emperador romà copiat de l'oposat en una excavació de la muralla romana de Barcino, original del segle II; i Faustina Augusta, un bust de l'esposa de l'emperador Marc Aureli, trobat al costat de l'anterior i conservat en el Museu d'Història de Barcelona.